# مجلس ایتالیا
مجلس ایتالیا (ایتالیایی: Parlamento italiano) مجلس ملی جمهوری ایتالیا است. این مجلس، نمایندهٔ شهروندان ایتالیایی و جانشین پارلمان پادشاهی ساردینیا (۱۸۶۱-۱۸۴۸)، پارلمان پادشاهی ایتالیا (۱۹۴۳-۱۸۶۱)، شورای ملی انتقالی (۱۹۴۶-۱۹۴۵) و مجلس مؤسسان (۱۹۴۸-۱۹۴۶) بوده که یک قوه مقننه دو مجلسی با ۶۰۰ عضو منتخب و تعداد کمی از اعضای غیر منتخب ( senatori a vita ) است. مجلس ایتالیا متشکل از مجلس نمایندگان (با ۴۰۰ عضو یا deputati است که با انتخابات سراسری برگزیده می‌شوند)،  و همچنین سنای جمهوری (با ۲۰۰ نماینده یا senatori که با انتخابات منطقه‌ای برگزیده می‌شوند و افزون بر آنها، تعداد کمی سناتورهای مادام‌العمر) است‌. 
این دو مجلس مستقل از یکدیگر هستند و هرگز به طور مشترک ملاقات نمی‌کنند مگر در شرایطی که در قانون اساسی ایتالیا آمده است. طبق قانون اساسی، دو نهاد مجلس ایتالیا دارای اختیارات یکسانی هستند. یکسانی اختیارات این دو نهاد، از زمان تصویب استاتوتو آلبرتینو به شکل کنونی بوده و پس از برکناری دیکتاتوری فاشیستی دهه‌های ۱۹۲۰ و ۱۹۳۰، بازیابی شده‌است. هیچ فرقی بین نمایندگان و سناتورها وجود ندارد، با در نظر گرفتن این نکته که نماینده نمی‌تواند همزمان هم سناتور و هم نماینده باشد. 